# Hol jártál, báránykám?
A Hol jártál, báránykám? felelgetős gyermekdal. E szócikk ugyanannak a szövegnek két eltérő dallamváltozatát ismerteti.

## Első változat
Ez a dallamváltozat Csiky János Népzenénk régi emlékeiről című 1905-ben megjelent könyvében jelent meg. Kodály Zoltán közli Ötfokú zene című könyvében (23. dal).
Feldolgozás:
| Szerző          | Mire          | Mű                      |
| --------------- | ------------- | ----------------------- |
| Szőnyi Erzsébet | ének, zongora | Pianoforte II. 5. kotta |

| Hol jártál, báránykám? Zöld erdőben, asszonykám.   | Mit ettél, báránykám? Édes füvet, asszonykám.   | Mit ittál, báránykám? Forrásvizet, asszonykám. |
| Ki vert meg báránykám? Szomszéd legény asszonykám. | Mivel vert báránykám? Fütykösbottal asszonykám. | Sírtál-e báránykám? Sírtam biz én asszonykám.  |
| Hogy sírtál báránykám? Ehem-behem asszonykám.      |                                                 |                                                |

## Második változat
Ezt a változatot Bartók Béla gyűjtötte 1912-ben a Bihar vármegyei Gyantán.
Feldolgozás:
| Szerző      | Mire    | Mű                                | Előadás |
| ----------- | ------- | --------------------------------- | ------- |
| Bartók Béla | zongora | Kezdők zongoramuzsikája 13. darab | [ 1 ]   |

## Felvételek
Első változat:
- Hol jártál báránykám? Ovitévé  Youtube (2012. szeptember 11.)  (Hozzáférés: 2016. július 5.) (audió)
- Hol jártál, báránykám? Eszményi Viktória, Mikó István, Radványi Balázs, Péterdi Péter  YouTube (1990. június 28.)  (Hozzáférés: 2016. július 5.) (audió)

Második változat:
- Hol jártál, báránykám? Szabó Sebestyén László  YouTube (2012. szeptember 10.)  (Hozzáférés: 2016. július 5.) (audió)